# Горовцов, Дмитрий Евгеньевич
Дмитрий Евгеньевич Горовцов (6 ноября 1966 г., г. Щорс, Черниговская область, Украинская ССР) — депутат Государственной Думы ФС РФ VI созыва.

## Биография
Родился 6 ноября 1966 года в городе Щорсе Черниговской области на Украине.
В 1992 году окончил МГУ. Кандидат исторических наук.
В Госдуме был членом фракции «Справедливая Россия», заместителем председателя комитета по безопасности и противодействию коррупции. Член комиссии ГД по рассмотрению расходов федерального бюджета, направленных на обеспечение национальной обороны, национальной безопасности и правоохранительной деятельности.

## Награды
- Благодарность Правительства Российской Федерации (17 декабря 2014 года) — за заслуги в законотворческой деятельности и многолетний добросовестный труд[3]